# 野無鬚魮
野無鬚魮（学名：Puntius cataractae）是輻鰭魚綱鯉形目鯉科的其中一個種，分布於亞洲菲律賓民答那峨島，棲息在淡水或淡鹹水水域，可做為觀賞魚。